# Tróndur í Gøtu (skib)
Tróndur í Gøtu er en færøsk trawler, som ejes af Varðin í Gøtu. Den er opkaldt efter den færøske vikingehøvding Tróndur í Gøtu. Trawleren fisker pelagiske fisk som f.eks. makrel og sild. Skibet blev bygget i 2010 på Karstensens Skibsværft A/S i Skagen. Skibet kostede ca. 260 millioner danske kroner at bygge.